# Diecezja Dali
Diecezja Dali (łac. Dioecesis Talianus, chiń. 天主教大理教区) – rzymskokatolicka diecezja ze stolicą w Dali w prowincji Junnan, w Chińskiej Republice Ludowej. Diecezja jest sufraganią archidiecezji Kunming.

## Historia
22 listopada 1929 papież Pius XI brewe Munus apostolicum erygował misję sui iuris Dali. Dotychczas wierni z tych terenów należeli do wikariatu apostolskiego Junnanu (obecnie archidiecezja Kunming).
13 grudnia 1931 misję sui iuris Dali podniesiono do godności prefektury apostolskiej a 9 grudnia 1948 papież Pius XII podniósł ją do rangi diecezji.
Od zwycięstwa komunistów w chińskiej wojnie domowej w 1949 diecezja, podobnie jak cały prześladowany Kościół katolicki w Chinach, nie może normalnie działać.
Na początku 1950 diecezja liczyła ok. 5000 katolików i 50 kościołów. Podczas rewolucji kulturalnej wszystkie kościoły były zamknięte i używane jako magazyny lub fabryki.
Po wydaleniu z kraju biskupa Dali w 1950 administratorem apostolskim został ks. Peter Liu Hanchen, który pełnił posługę administratora aż do śmierci w 1990.
W 2000 administratorem apostolskim archidiecezji Kunming, diecezji Dali i prefektury apostolskiej Zhaotong Stolica Apostolska mianowała ks. Lawrence Zhang Wenchanga, który w latach 1953 - 1982 za wierność wierze katolickiej przebywał w więzieniach i obozach pracy. Do posługi kapłańskiej mógł wrócić dopiero w 1987. Urząd administratora apostolskiego tych trzech jednostek pełnił do śmierci w 2012 przebywając pod ścisłym nadzorem policji, gdyż jego nominacji nie uznały komunistyczne władze.

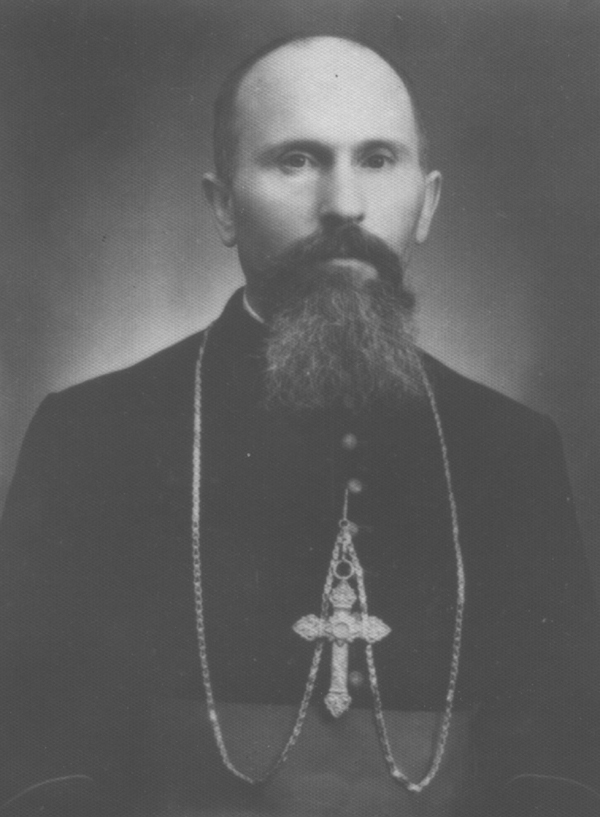
bp Lucien-Bernard Lacoste SCI di Béth

## Ordynariusze

### Superior
- Pierre Erdozainey-Etchart SCI[4] (1930 - 1931)

### Prefekt apostolski
- Jean-Baptiste Magenties[4] (1935 - 1948)

### Biskupi
- Lucien Bernard Lacoste SCI di Béth[4] (1948 - 1983 de facto do 1950)
- sede vacante (być może urząd sprawował biskup(i) Kościoła podziemnego) (1983 - nadal)
  - ks. Peter Liu Hanchen (1950 - 1990) administrator apostolski
  - ks. Lawrence Zhang Wenchang (2000 – 2012) administrator apostolski